# La Trinidad Vista Hermosa
La Trinidad Vista Hermosa es una localidad del estado mexicano de Oaxaca. Es cabecera del municipio de La Trinidad Vista Hermosa.

## Demografía
| Censo | Población |
| ----- | --------- |
| 1900  | 524       |
| 1910  | 493       |
| 1921  | 290       |
| 1930  | 292       |
| 1940  | 323       |
| 1950  | 405       |
| 1960  | 660       |
| 1970  | 628       |
| 1980  | 324       |
| 1990  | 167       |
| 1995  | 274       |
| 2000  | 207       |
| 2005  | 161       |
| 2010  | 152       |
| 2020  | 190       |